# 松浦久
松浦 久（まつら ひさし）は、平安時代後期の武士。肥前国松浦氏の祖。渡辺綱の曾孫とされる。

## 出自
源頼光が正暦元年（990年）肥前守に任ぜられ、綱を同伴して松浦郡に下向し、筒井村に住み、任期を終えて正暦5年（995年）に帰洛した。この間に綱は奈古屋（名護屋）で授という男子をもうけ、地名から奈古屋授（源次授、渡辺授）と名づけた。これが松浦氏の祖が肥前国と関係をもつことになった初めとされる。

## 略歴
奈古屋授の子とする瀧口泰の子として、誕生。
延久元年（1069年）、久は松浦郡宇野御厨の荘官となり、松浦、彼杵郡及び壱岐国の田およそ2230町を領有して梶谷に住み、松浦久と名乗り、次いで検非違使に補され、従五位に叙された。久は源太夫判官と称して松浦郡、彼杵郡の一部及び壱岐郡を治め、ここに肥前松浦党の歴史が始まる。
『松浦家世伝抄』では久安4年（1148年）9月15日死去、『松浦大系図』『松浦党系譜』では久寿元年（1154年）9月15日死去とする。